# Mashadeakhel
Mashadeakhel (auch Mashadakhel) war ein nubischer König, der wohl im zweiten oder dritten nachchristlichen Jahrhundert regierte.
Er ist bisher nur von der Pyramide Beg W113 in Meroe bekannt. Sein Name ist dort in meroitischer Schrift auf dem Fragment einer Opfertafel belegt. Es ist zweifelhaft, dass dies seine Pyramide ist. Die Tafel mag schon in antiker Zeit verschleppt worden sein.